# Gaeana maculata
Espèce
Gaeana maculata, la Cigale noire mouchetée, est une espèce de cigales que l'on trouve dans les zones boisées d'Asie du Sud-Est tropicale, notamment au pied des collines. Elle se rencontre fréquemment en avril.
Elle a été décrite en 1773 sous le nom de Cicaca maculata par l'entomologiste britannique Dru Drury à partir d'un spécimen récolté en Chine.

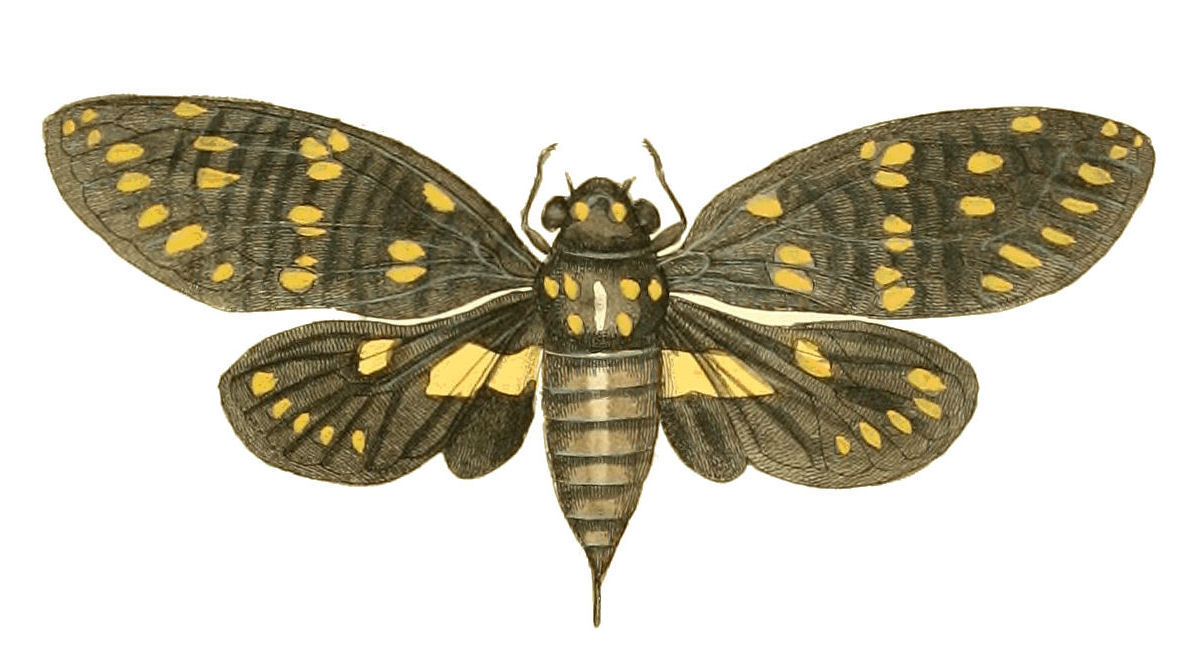
Dessin de l'insecte adulte dans Illustrations of Natural History de Dru Dury.

## Description
Cette espèce atteint 4 cm et avec les ailes déployées, 9 cm en moyenne et jusqu'à 12 cm. Son nom est dû à ses taches généralement jaunes (mais qui peuvent aussi être blanches ou vertes) sur les ailes et la partie supérieure du thorax, qui contrastent avec la couleur noire du reste de son corps.
Comme les autres cigales, ses yeux sont proéminents et ses antennes, courtes.